# Otomys denti
Otomys denti é uma espécie de roedor da família Muridae.
Pode ser encontrada nos seguintes países: Burundi, República Democrática do Congo, Malawi, Tanzânia, Uganda e Zâmbia.
Os seus habitats naturais são: regiões subtropicais ou tropicais húmidas de alta altitude, matagal tropical ou subtropical de alta altitude e campos de altitude subtropicais ou tropicais.
Está ameaçada por perda de habitat.